# Boris Isačenko
Boris Valentinovič Isačenko (in russo Борис Валентинович Исаченко?; Brėst, 26 gennaio 1958) è un ex arciere sovietico.

## Palmarès
- Giochi olimpici

Mosca 1980: argento nell'individuale.
- Mondiali

Kecskemét 1982: argento nella gara a squadre;
Falun 1983: oro nella gara a squadre e argento nell'individuale;
Parigi-Bercy 1987: oro nella gara a squadre.